# Taxis de la Marne
Pour les articles homonymes, voir Taxi (homonymie) et Marne.

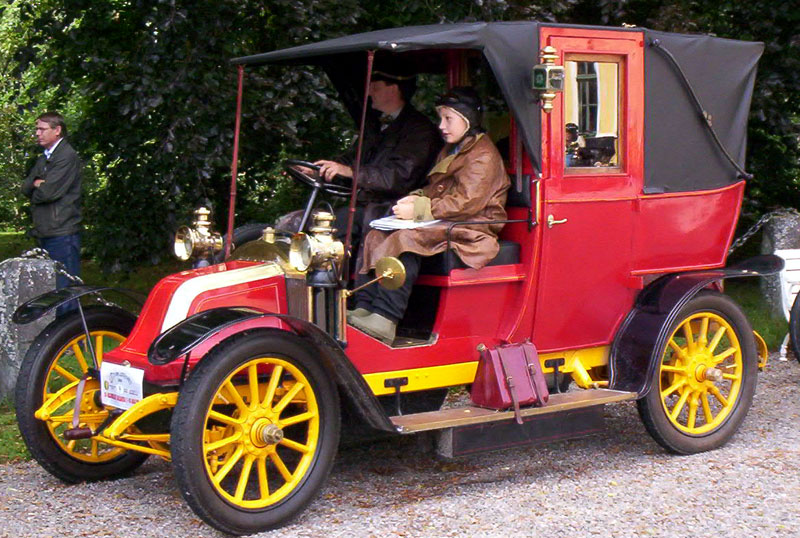
Un taxi de la Marne, modèle Renault Type AG 9 CV, 1910.

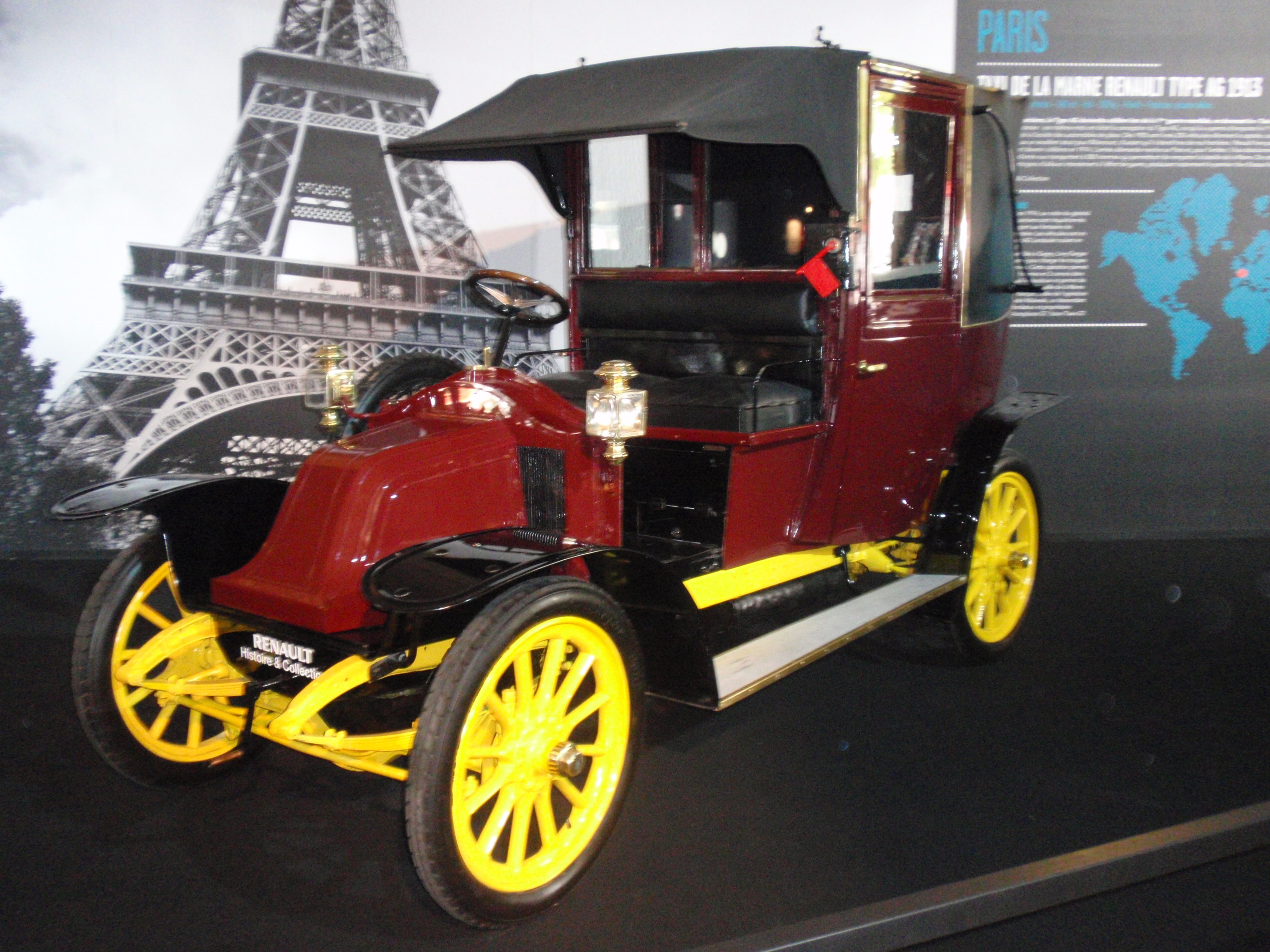
Un modèle de 1913.

Les taxis de la Marne sont les taxis parisiens réquisitionnés par l'armée française lors de la première bataille de la Marne, les 6 et 7 septembre 1914, pour transporter les hommes d'une brigade d'infanterie envoyés en renfort de Paris sur le champ de bataille.

## Préambule
Aux premiers jours de septembre 1914, les troupes allemandes parviennent au nord-est de Paris, notamment dans le département de Seine-et-Marne. Les Allemands ont bivouaqué le 3 au Plessis-Belleville et des détachements de uhlans allemands sont signalés à quelques dizaines de kilomètres de Paris seulement.
L'état-major français doit trouver une solution rapide pour envoyer des troupes, afin de réaliser un mouvement tournant pour contenir et détruire les avant-gardes des troupes allemandes. Il commence par réquisitionner les trains, mais les réseaux ferroviaires autour de Paris sont désorganisés. Des taxis-autos ont déjà fin août participé au ravitaillement du camp retranché de Paris sous l'initiative de l'Intendant Général Burguet. Le général Gallieni, gouverneur militaire de Paris, dispose depuis d'une réserve permanente de 150 taxis-autos disponibles nuit et jour, cette réserve pouvant être triplée en 12 heures.
Si l'histoire retient le modèle Renault AG-1, c'est qu'il représentait 85 % des taxis en circulation, dont la totalité du parc de la Compagnie Française des Automobiles de Place (également appelée Autoplace, puis G7). D'autres modèles de taxis ont néanmoins été réquisitionnés tels que De Dion Bouton, Brasier, Unic...

## Déroulement
Les 6 et 7 septembre 1914, sur ordre du gouverneur militaire de Paris, le général Gallieni et le chef d'état-major, le général Clergerie, environ 1 100 taxis parisiens mais aussi quelques cars pouvant transporter 20 à 30 soldats sont réquisitionnés pour servir de moyen de transport aux fantassins de la 14e brigade (103e et 104e RI) de la 7e division d'infanterie commandée par le général Edgard de Trentinian. Les véhicules sont en majorité des Renault AG1 Landaulet roulant à une vitesse moyenne de 25 km/h. La capitale dispose alors de 10 000 taxis, mais 7 000 chauffeurs sont mobilisés pour la guerre. Gallieni en a besoin de 1 200 pour transporter 6 000 soldats, chaque taxi pouvant embarquer jusqu'à cinq hommes avec leur paquetage.
Rassemblés aux Invalides, les 600 premiers véhicules partent au cours de la nuit en deux groupes (le premier, de 350 véhicules, part à 22 h et un autre de 250 à 23 h), direction Tremblay-lès-Gonesse (aujourd'hui Tremblay-en-France) puis Le Mesnil-Amelot. Dans la journée du 7, pour des questions de logistique, ce convoi redescend sur Sevran-Livry, et un second convoi de 700 véhicules quitte les Invalides pour rejoindre Gagny.
Les taxis sont rassemblés à Gagny et Livry-Gargan pour charger les troupes et organiser les convois. Les deux convois partent dans la nuit du 7 au 8 et sont à pied d'œuvre le 8 au matin aux portes de Nanteuil-le-Haudouin et de Silly-le-Long. Après avoir déposé les soldats, les chauffeurs de taxi rentrent à Paris, et les compagnies sont payées d'après les indications portées au compteur, comme pour n'importe quelle autre course.
Le dernier chauffeur des taxis de la Marne, Kléber Berrier, meurt en 1985. Né le 24 décembre 1889 à Beaurepaire-sur-Sambre, il était, en 1914, chauffeur de taxi à la Compagnie Générale des Voitures (G3), boulevard de la Chapelle à Paris. Pendant onze jours, sa compagnie a été réquisitionnée pour transporter des soldats et ramener les blessés.

## Caractéristiques techniques
Ce taxi Renault, surnommé la G7, du fait de son immatriculation, se démarre à la manivelle. Grâce à son petit et modeste moteur de 8 CV et sa boite à trois vitesses, il atteint les 8 km/h en 1re et 35 km/h en 3e. Son réservoir d’essence fait 35 litres.
À l’intérieur est disposé, le taximètre, où le client peut lire le prix de sa course et le nombre de pannes subies par le taxi. Sa carrosserie de type « landaulet » permet l’ouverture et la fermeture de la capote. Le véhicule comprend une banquette et deux strapontins, deux fenêtres sur les côtés et deux vers l’avant, grillagées. L’éclairage extérieur est assuré par deux lanternes sur le devant du véhicule.
Particularité : la colonne de direction se situe à droite.

## La portée de l'événement
Cette opération permit d'acheminer rapidement environ entre 3 000 et 5 000 hommes, selon les sources. En aucun cas, elle n'a renversé le cours de la première bataille de la Marne, contrairement à une idée reçue. En effet, le nombre de soldats transportés (une seule brigade) paraît dérisoire par rapport aux effectifs mobilisés pour la bataille, la très grande majorité des troupes étant transportée en train. Les troupes transportées (104e et 103e RI) étaient des troupes « épuisées » ayant essuyé de lourdes pertes et avec une forte proportion de réservistes. C'est d'ailleurs précisément pour cette raison qu'elles bénéficieront des taxis. Elles occuperont ensuite des positions défensives en seconde ligne, sans jamais subir d'assaut direct. Sur le plan militaire, la contribution des taxis est quasiment nulle,.
En revanche, cette manœuvre inédite dans son ampleur eut une réelle portée psychologique sur la population, l'épopée devenant rapidement un symbole d'unité et de solidarité nationale. Lors de ces deux jours d'opérations, la distance parcourue varie entre 120 et 200 kilomètres, la somme au compteur pouvant atteindre 130 francs de l'époque, à raison de 20 centimes par kilomètre, donc les chauffeurs touchèrent réglementairement 27 % du montant. L'opération coûta 70 102 francs au Trésor public, ce qui équivaut à 23 940 974,85 euros en 2022. On peut considérer cette opération comme une des premières applications du concept « d'unité motorisée », qui prévaudra avec succès durant la Seconde Guerre mondiale.
De tous ces taxis mythiques, certains furent achetés par des associations d'anciens combattants américains (dont le no 4449E2 parti en septembre 1935, acheté par la société 40 hommes 8 chevaux (en) de l'Oregon, pour être installé dans son musée de la guerre), et deux « Renault G7 » ont été offerts en 1922 au musée de l'Armée (situé dans l'hôtel des Invalides à Paris) et en 2011 au musée de la Grande Guerre (situé à Meaux) ; un autre (Renault AG 1) est conservé au musée des automobiles de Reims. Ces véhicules sont aujourd'hui très rares : un accord industriel entre Renault et la Compagnie française des automobiles de place stipulait que les taxis déclassés ne pouvaient être vendus avec leur carrosserie, le châssis étant le plus souvent remonté avec une carrosserie de camionnette. Quelques collectionneurs particuliers participent aux commémorations du 11-Novembre, aux reconstitutions historiques (bataille de Villeroy), ou encore aux inaugurations.